# 完全食
完全食（かんぜんしょく）とは、健康を維持するために必要な栄養をすべて含んだ食品、あるいは食事である。完全栄養食とも呼称される。

## 語源
二木謙三による定義
医学界の重鎮であり健康法を提唱した二木謙三が1921年には使用している。
二木は、芽の生える玄米をはじめとした植物類や動いている動物など、まだ生きている食物を完全食と呼んだ。一旦死ねば元に戻すことはできず腐敗するが、そのような食物が身体を変質させて病が起こる。豆腐のように豆を殺したものや、刺身のように部分を取り出したものは不完全とした。
また二木は、健康を維持するために必要な栄養素を非常に豊富に含んだ食品として、玄米を指して完全食と呼んだ。玄米から皮を精白した白米は死んでおり、ビタミンやミネラルも減るために不完全とする。そのため肉食などの副食を必要とするが、完全食であれば小食で済むとした。
佐伯矩による定義
日本における栄養学の創始者である佐伯矩は、1日分の必要な栄養が含まれた食事のことを完全食、あるいは標準食と呼び、そうでない食事は偏食とした。1日単位で見ると必要な栄養素の量を満たしているが、1食毎で見た場合、1日分の等分ではない場合は不完全で偏食であり、理想的な食事ではない。等分された場合は、完全食と呼んだ。
ラットと人間での実験を根拠として、1日3回に分けて食べる場合、必要な栄養素が3等分された毎回完全のほうが良いことを主張しており、これを毎回食完全（EMP：Each Meal Perfect）と呼ぶ。毎回食完全の理論が完成されたのは1924年頃とされている。
現代における定義
現代においては、厚生労働省「日本人の食事摂取基準」に定める必須栄養素を過不足なく補える食品が、もっとも完全食の定義に近いといえる。

## 完全食の例
一般に「完全食」と呼ばれているものを、ここで挙げる。完全食の中にも、栄養素に過不足がないもの（完全食）と、過不足があるもの（準完全食）に分かれるが、一般には両者を合わせて「完全食」と言われている。
現状において、あらゆる必要栄養素を過不足なく補える自然界の食材はない（探せば存在するかもしれないが、味・量・価格などの問題により、少なくとも一般には出回っていない）。そのため、完全食と言われる食材をメインに、完全食同士を組み合わせたり、完全食でない他の様々な食材を取り入れて足りない栄養を補うことが肝心である。

### 必須栄養素に過不足がないと主張されているもの（完全食）
Huel（ヒュエル）
イギリス発の完全栄養食。パウダーやバーなど。
Soylent（ソイレント）
アメリカの栄養基準に準拠した完全食。パウダー。
andew（アンジュ）
日本の栄養基準に準拠した完全食。チョコレート。
COMP（コンプ）
日本の栄養基準に準拠した完全食。ドリンクやグミ、バーやアイスなど。
BASE FOOD（ベースフード）
日本の栄養基準に準拠した完全食。パスタおよびパン、クッキー。

### 必須栄養素に過不足があるもの（準完全食）
卵
たんぱく質、脂質、ミネラル、ビタミンをバランスよく含んでいる。ビタミンC、食物繊維が含まれていない（殻を食べればカルシウムも摂取できる）が、ほぼ完全栄養食と言える。以前は、コレステロールを取りすぎないよう1日1個が推奨されていたが、それは草食動物の兎に高カロリーの鶏卵を摂取させるという実験から得られた結果であり、現在では毎日5個くらい食べても問題はないとされている。
牛乳
マサイ族の伝統的な食事はほぼ、大量のこれと少量の牛の生き血（牛の健康を害さないように採取）のみである。
ビタミンDをほとんど含まないが、屋外活動が必須である伝統的な生活様式では、日光浴による体内での生合成で十分に贖われる。
鉄分が少なく貧血になるが、吉田たかよし氏は著書「宇宙生物学で読み解く「人体」の不思議」に於いて、栄養状態や衛生状態の悪い生活環境では、アメーバ赤痢などの深刻な感染症を回避する効果があると主張している。
ヒトと違い牛は体内で合成できるため、人乳と違い牛乳にビタミンCはほとんど含まれない。江部康二が自身のブログで紹介した、マサイ族の血液検査についての研究によると、マサイ族の血中ビタミンC濃度は極端に低い。にも拘らず同研究に於いて、壊血病などのビタミンC欠乏症がマサイ族には見られなかったという。同時に同氏は、マサイ族と同程度の血中ビタミンC濃度を保っている、イヌイットのビタミンC欠乏症にも触れている。
食物繊維を全く含まない一方、牛乳に含まれる炭水化物の殆どを占める乳糖は、善玉菌であるビフィズス菌や乳酸菌の優れた栄養源（プレバイオティクス）である。
ヨーグルト
納豆
餃子
植物性食品
以下に挙げられている玄米、サツマイモ、トマト、ブロッコリー、リンゴ、キヌア、オートミールをはじめ、植物性食品にはビタミンB12が殆ど含まれていないため、ヴィーガニズム主義者はサプリメント摂取に追い込まれている。しかし、パルショータも植物性食品しか原料にしていないにも拘らず、肉類・乳製品をほとんど摂らずにパルショータを主食とするデラシャ人には、致命的な欠乏症は見られない。
パルショータ
エチオピア南部に暮らすデラシャ人はこれを主食としており，タンパク源となるマメ類や、ビタミンB12源となる肉類，乳製品をほとんど口にしていない。
玄米
カロリーは350kcalで白米とほぼ変わらず、糖質も同じくらいある。白米と比較して、カリウムが2.6倍、ビタミンB1が5倍、マグネシウムも豊富。その他の栄養素も軒並み白米よりも多く含まれているが、ごくわずかな差であり、他の副菜で補ったほうが効率が良いレベルである。
サツマイモ
トマト
ブロッコリー
リンゴ
キヌア
オートミール

### その他
「牛乳は完全食品です」というキャッチコピーは、アメリカの連邦取引委員会に誤解を招くような不正な広告だと指摘されている。
ローヤルゼリーは、女王蜂の食料であり完全食と言われる事があるが、人間にとっての完全食であるとの結果は出ていない。
| 食品名     | 玄米めし | 普通牛乳 | 全卵（生、鶏） |
| ---------- | -------- | -------- | -------------- |
| たんぱく質 | 2.8g     | 3.3g     | 12.3g          |
| 脂質       | 1.0g     | 3.8g     | 10.3g          |
| 炭水化物   | 35.6g    | 4.8g     | 0.3g           |

三大栄養素のバランスから見ると、卵は炭水化物が非常に少ない。玄米は炭水化物の比率が高すぎる。

## 認定の可否
- 犬にとってドッグフードは完全食である。同様に猫にとってキャットフードも完全食である。
- 各種のサプリメントは一般的にエネルギーが不足しており完全食ではない。栄養の補助を目的とする。